# آرون مک لین
آرون مک لین (انگلیسی: Aaron McLean؛ زادهٔ ۲۵ مهٔ ۱۹۸۳) بازیکن فوتبال اهل بریتانیا است.
از باشگاه‌هایی که در آن بازی کرده‌است می‌توان به باشگاه فوتبال پیتربورو یونایتد، باشگاه فوتبال هال سیتی، باشگاه فوتبال ابسفلیت یونایتد، باشگاه فوتبال ایپسویچ تاون، باشگاه فوتبال آلدرشات تاون، باشگاه فوتبال بیرمنگام سیتی، باشگاه فوتبال بارنت، باشگاه فوتبال برادفورد سیتی، باشگاه فوتبال گرایس اتلتیک، و باشگاه فوتبال لیتون اورینت اشاره کرد.
وی همچنین در تیم سی فوتبال ملی انگلیس بازی کرده‌است.